# مردم چینی

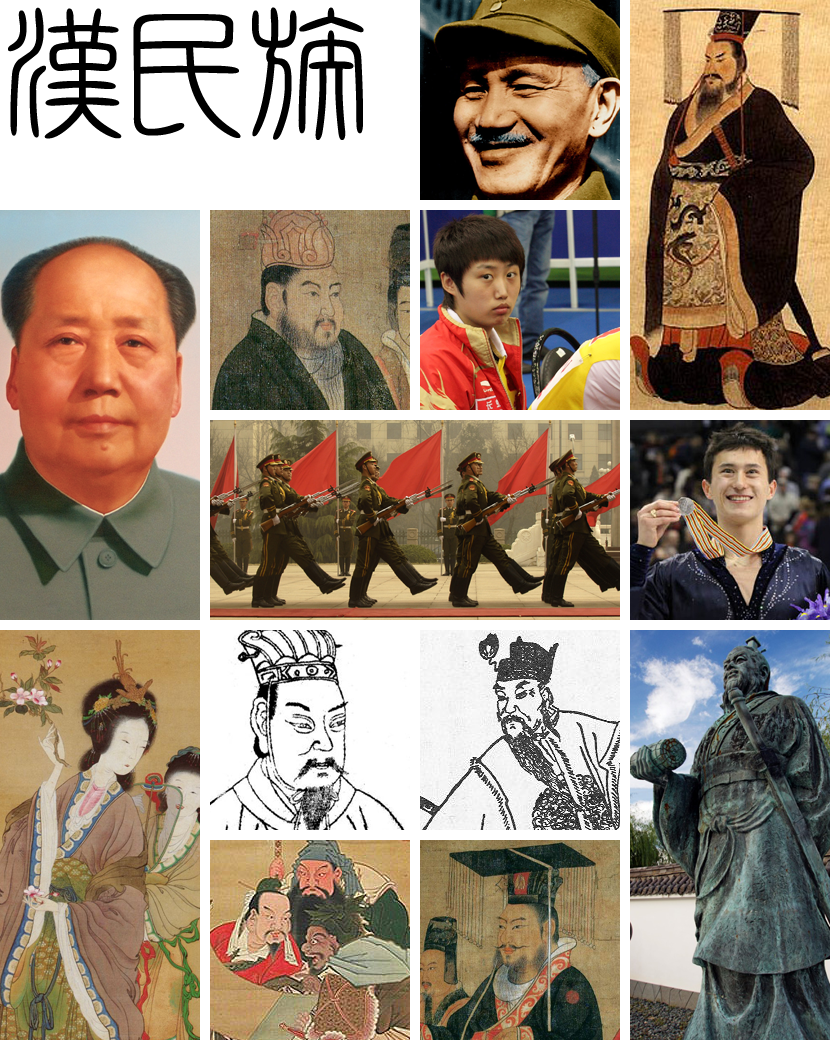
برخی از چهره‌های سرشناس چینی

مردم چینی (به چینی: 中國人) افراد مختلف یا گروه‌هایی از مردم که به دلایل اصل و نسب، ارث، قومیت، ملیت، تابعیت، محل سکونت یا وابستگی‌های دیگر در ارتباط با چین یا چین بزرگ هستند.

## نگارخانه

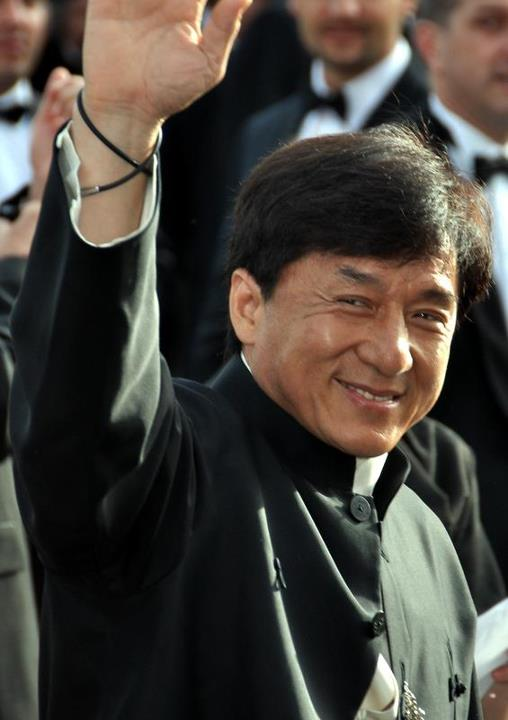
جکی چان یکی از معروفترین بازیگران دنیاست که ملیت او چینی است